# Arquivo Coimbrão

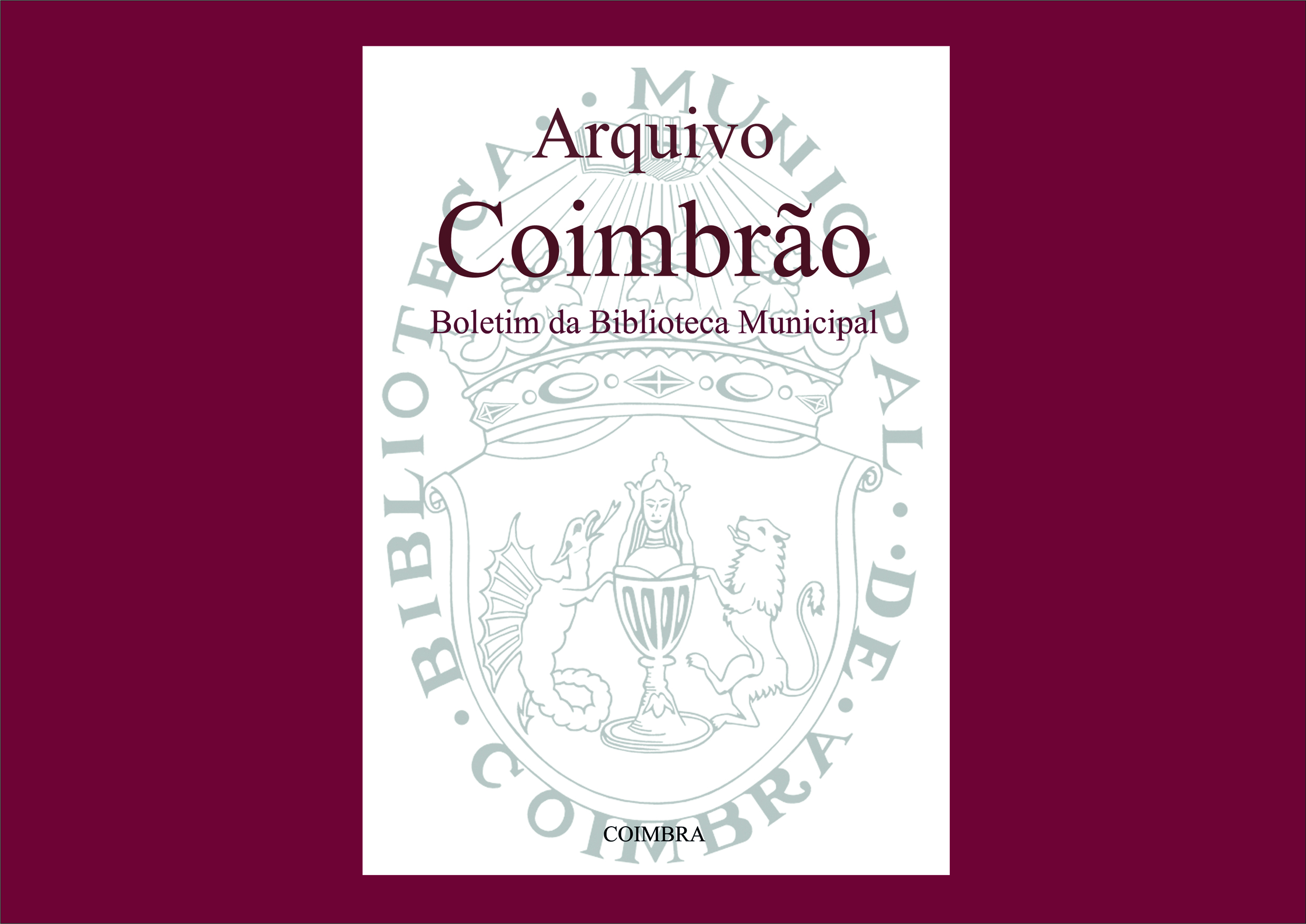
Arquivo Coimbrão

O Arquivo Coimbrão: Boletim da Biblioteca Municipal é uma revista do Município de Coimbra, publicada pela Biblioteca Municipal de Coimbra.
Foi no longínquo ano de 1923 que surgiu o primeiro volume desta publicação periódica. Como escreveu Pinto Loureiro, esta edição pretendia constituir-se como "porta-voz da grandeza documental e monumental da cidade e da região, poderá vir a ser uma publicação da maior utilidade e será em todo o caso uma demonstração de vida que chame sobre a Biblioteca não só a atenção, mas a simpatia e a generosidade de quantos se mantêm acessíveis a estes humanos sentimentos"
Esta revista, de periodicidade irregular, conta com a publicação de 44 volumes, os dois últimos volumes publicados em dezembro de 2023. O número 44 destaca-se por ser uma edição especial dedicada à história da Biblioteca Municipal de Coimbra, no ano em que esta instituição comemorou o seu centenário.

## Linha editorial
Este projeto editorial tem como objetivo reunir artigos de investigação sobre a história da cidade e das suas gentes, provenientes de personalidades com reconhecido mérito científico, assim como diversa informação sobre as atividades, o fundo documental e o perfil de utilizadores da própria Biblioteca, neste caso sob autoria dos seus responsáveis.